# Aeroportul Blackwater
Aeroportul Blackwater (IATA: BLT, ICAO: YBTR) este un aeroport din Queensland, Australia.
Situat la o altitudine de 193 m, aeroportul dispune de o singură pistă. Este operat de BHP Group.